# بحيرة بيركلي

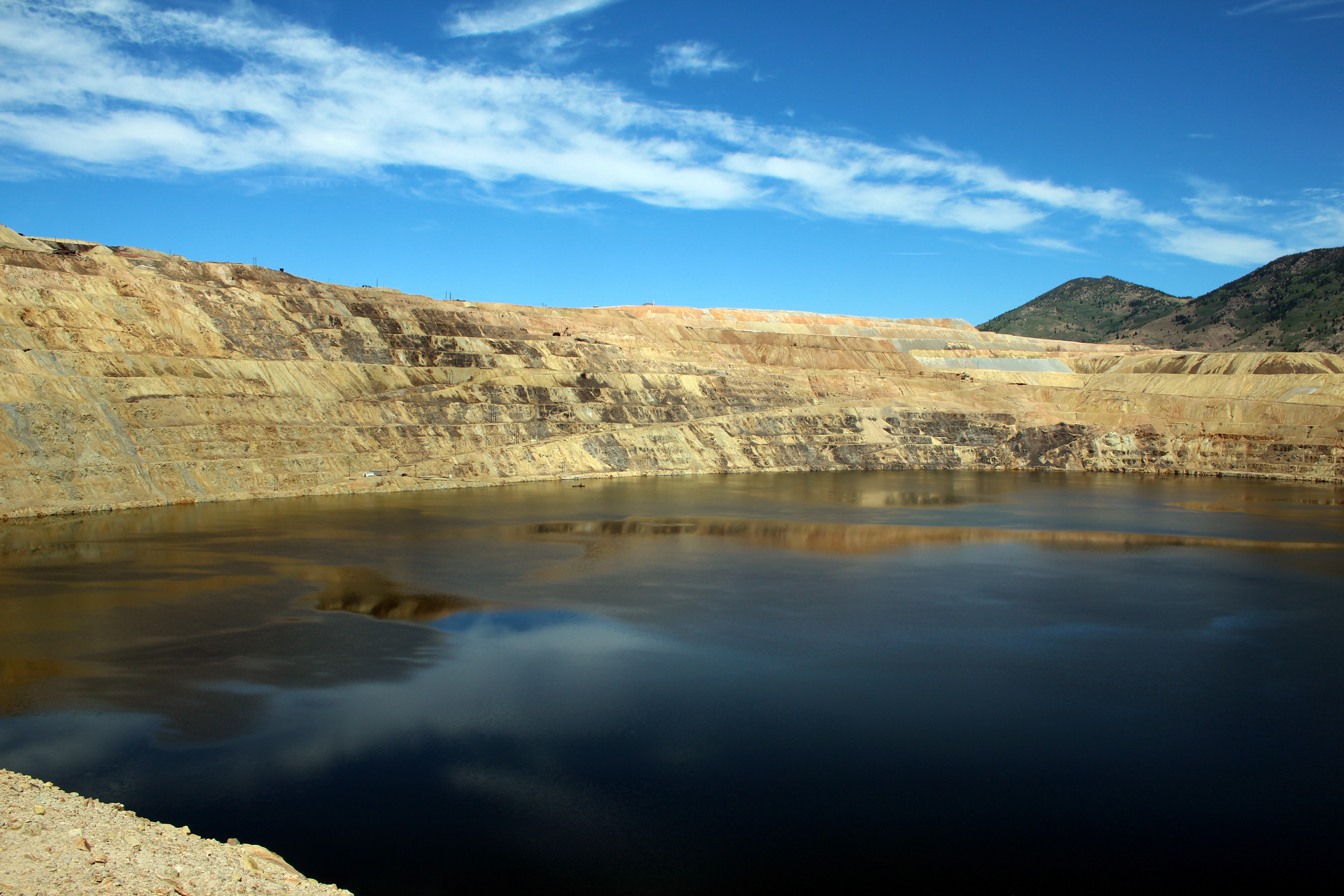
منظر للبحيرة

بحيرة بيركلي أو حفرة بيركلي (بالإنجليزية: Berkeley Pit)‏ هو منجم نحاس يقع في [الطرف الشمالي الشرقي لبلدة بوت مونتانا في ولاية مونتانا في الولايات المتحدة كان مفتوح سابقًا. يبلغ طول الحفرة حوالي ميل واحد (1600 متر) مقابل عرض يصل لنصف ميل (800 متر)، فيما يبلغ عمقها التقريبي 1780 قدمًا (540 مترًا). ويمتلئ حتى عمق 900 قدم (270 م) بماء شديد الحموضة (2.5 درجة حموضة). ونتيجة لذلك، فإن الحفرة مليئة بالمعادن الثقيلة والمواد الكيميائية الخطرة التي تتسرب من الصخور، بما في ذلك النحاس والزرنيخ والكادميوم والزنك وحمض الكبريتيك.
تم افتتاح المنجم في عام 1955 من قبل شركة Anaconda Copper Mining، ولاحقًا بواسطة شركة Atlantic Richfield Company، حتى إغلاقه في يوم الأرض من عام 1982. عندما تم إغلاق الحفرة ، تم إيقاف مضخات المياه في منجم كيلي القريب، على ارتفاع 3800 قدم (1200 متر) تحت السطح، وبدأت المياه الجوفية من طبقات المياه الجوفية المحيطة بملء حفرة بيركلي ببطء، حيث ارتفعت بمعدل قدم واحد تقريبًا (300 ملم) في الشهر. منذ إغلاقها، ارتفع منسوب المياه في الحفرة إلى 150 قدمًا (46 مترًا) من منسوب المياه الجوفية الطبيعي.
تعد بحيرة بيركلي حاليًا أحد أكبر مواقع الاستجابة البيئية الشاملة. يسمح الماء إلى جانب الأكسجين المذاب، بتحلل معادن البيريت والكبريتيد الموجودة في الركاز وصخور الجدار، مما يؤدي إلى إطلاق الحمض. تحمل المياه الحمضية في الحفرة حمولة ثقيلة من المعادن الثقيلة المذابة. تم تشغيل محطة معالجة المياه منذ أكتوبر 2019. تبقى البحيرة منطقة جذب سياحي مع متجر هدايا مجاور. يتم فرض رسوم دخول للخروج على منصة العرض.

## معرض صور

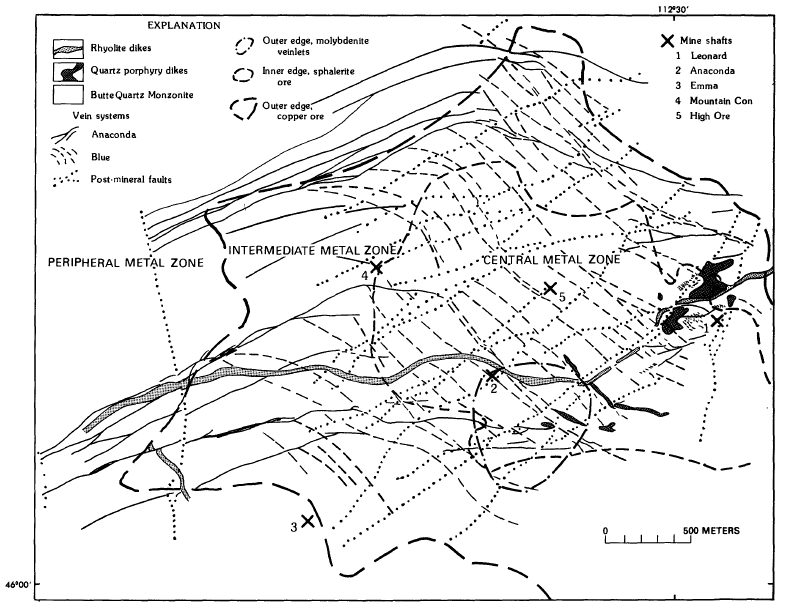
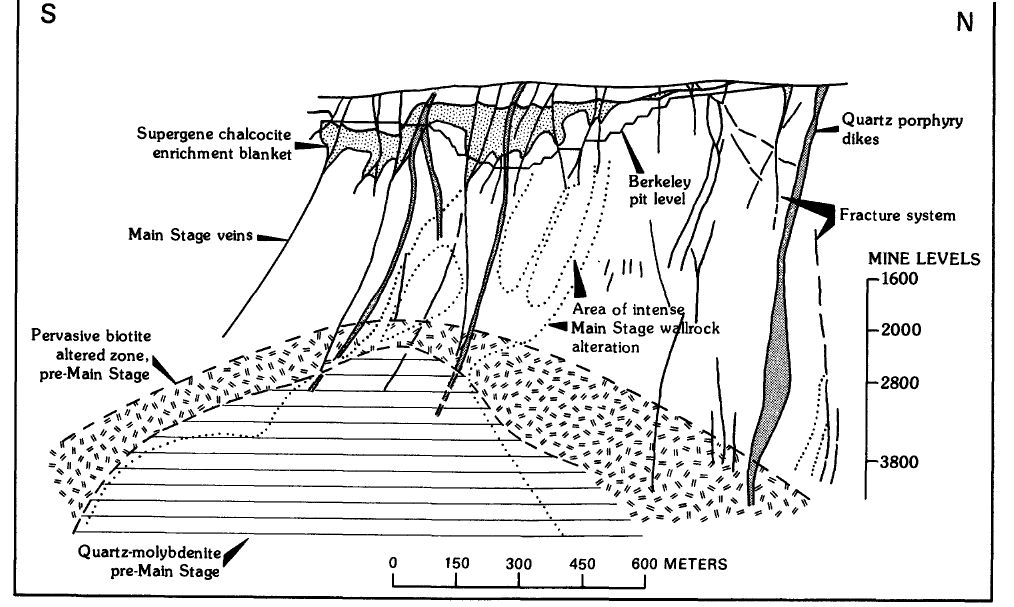
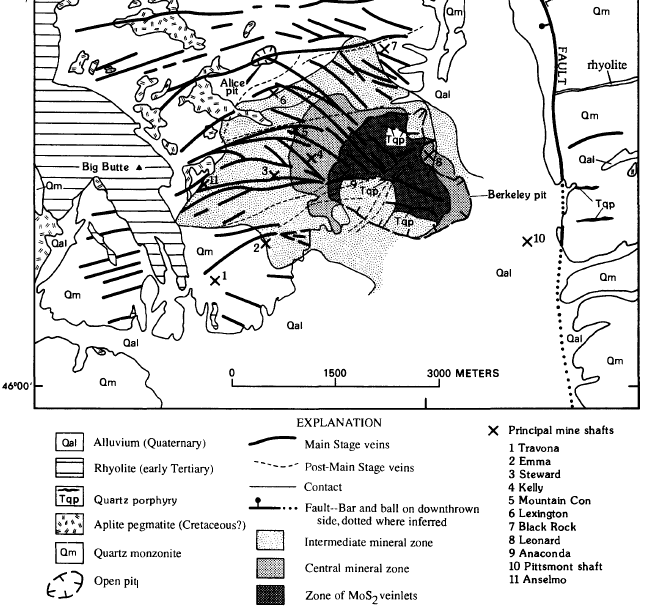